# Château de Vaulgrenant (Jura)
Le château de Vaulgrenant est un ancien château fort qui se dresse sur la commune de Pagnoz, dans le département du Jura, en région Bourgogne-Franche-Comté.

## Histoire
Le château de Vaulgrenant, cité dès le XIIIe siècle, se trouve sur une arête rocheuse dominant la Loue. Cette situation en hauteur permettait aux seigneurs de surveiller la « Route du sel et du bois », qui reliait Salins-les-Bains à Dole.
Il fut, comme toutes les forteresses comtoises, détruit sur ordre de Louis XIV vers 1668.

## Description
Ce château est en état de ruines nettoyées et sécurisées à l'initiative d'une association de bénévoles, les Amis de Vaulgrenant, qui réhabilite et valorise le site depuis 2001. 
L'enceinte du château a une forme de trapèze de 80 mètres de long et 35 mètres sur sa plus grande largeur.
On peut encore distinguer : 
- une grosse tour carrée flanquée au milieu de la muraille ouest
- deux tours carrées qui encadrent la courtine nord
- les piliers d'une galerie intérieure en forme de “L”
- le logis qui comporte une grande cheminée sur le pignon nord

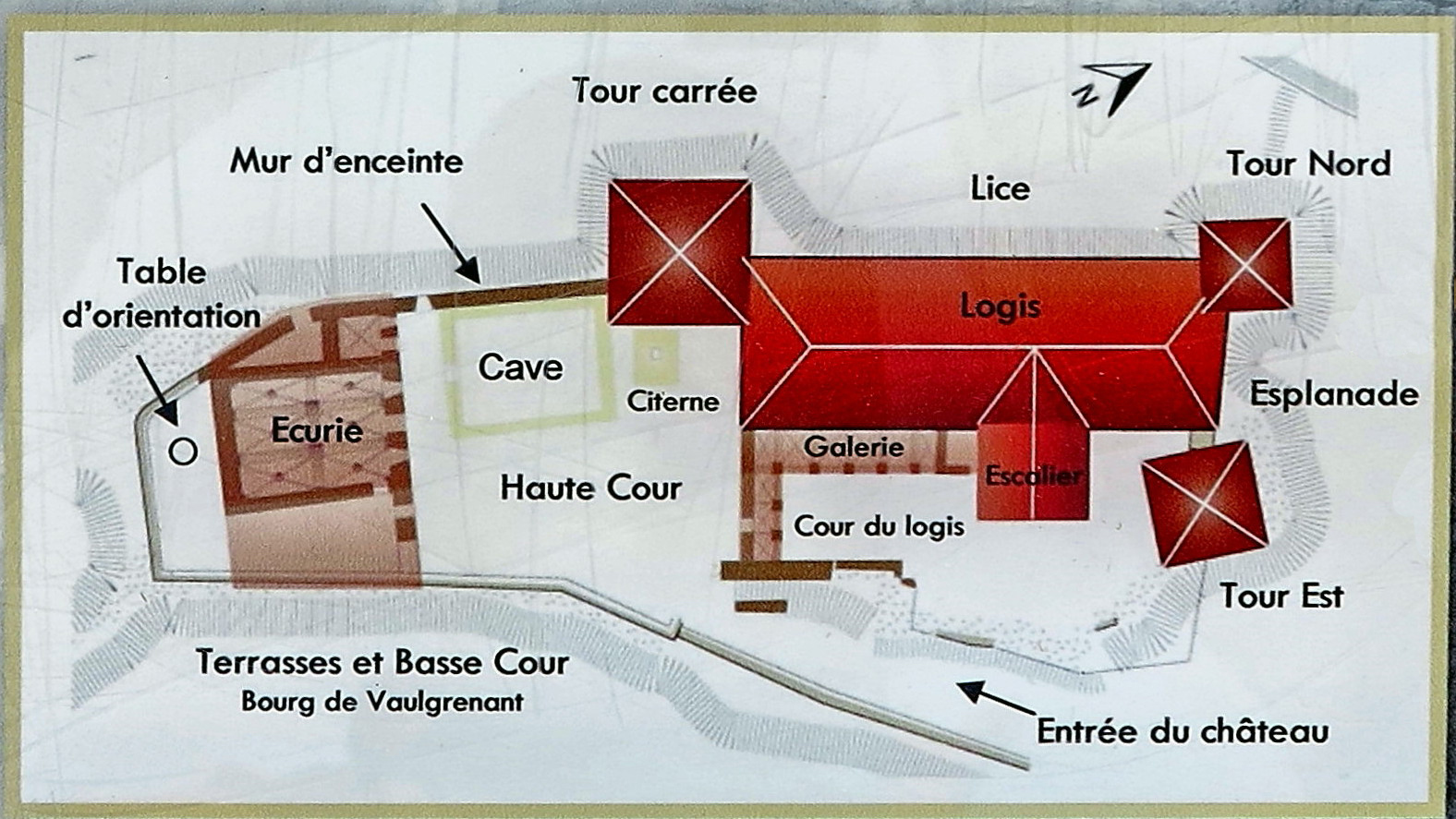
Plan du château d'après les Amis de Vaulgrenant.
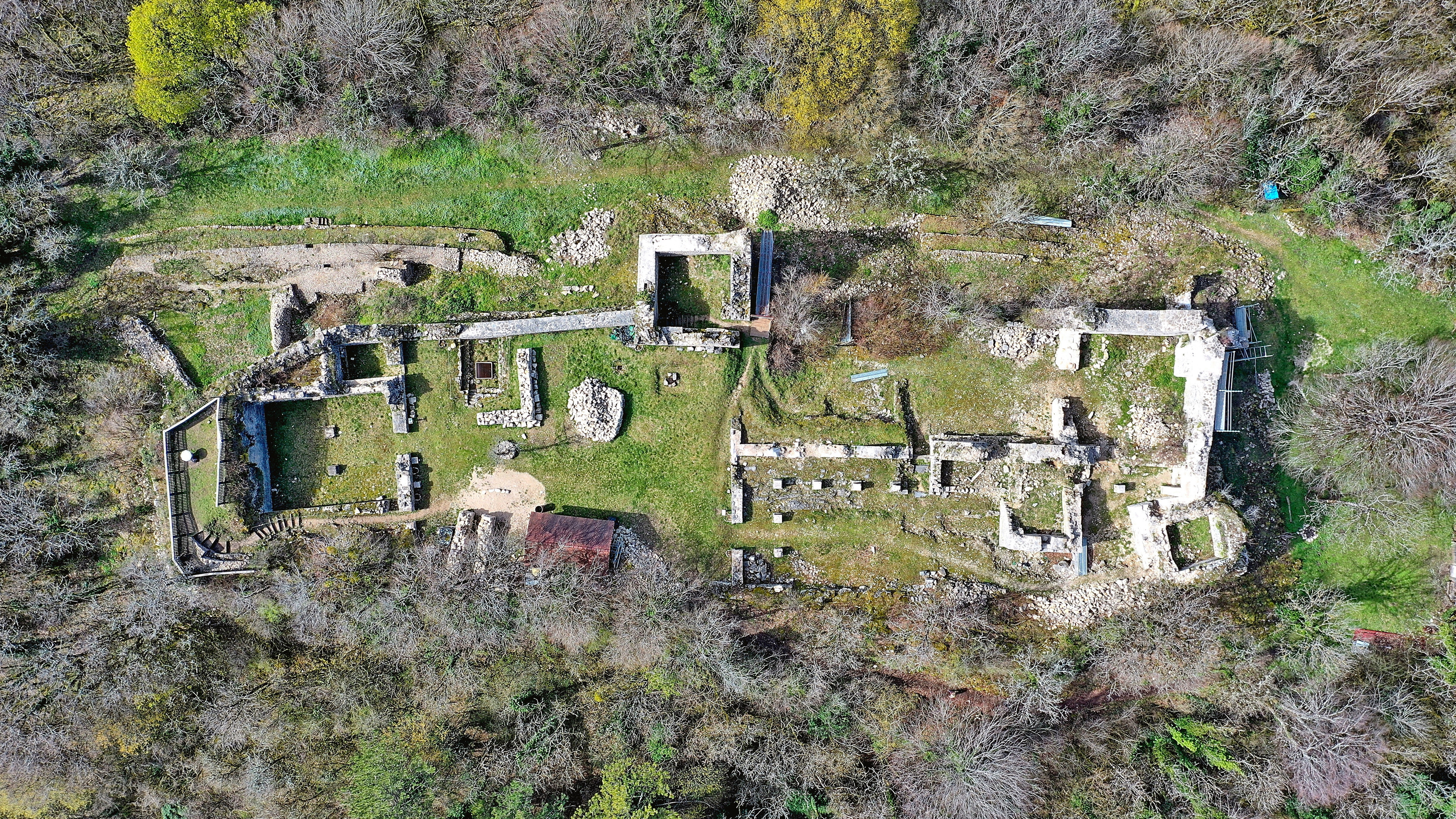
Les ruines vues de dessus.
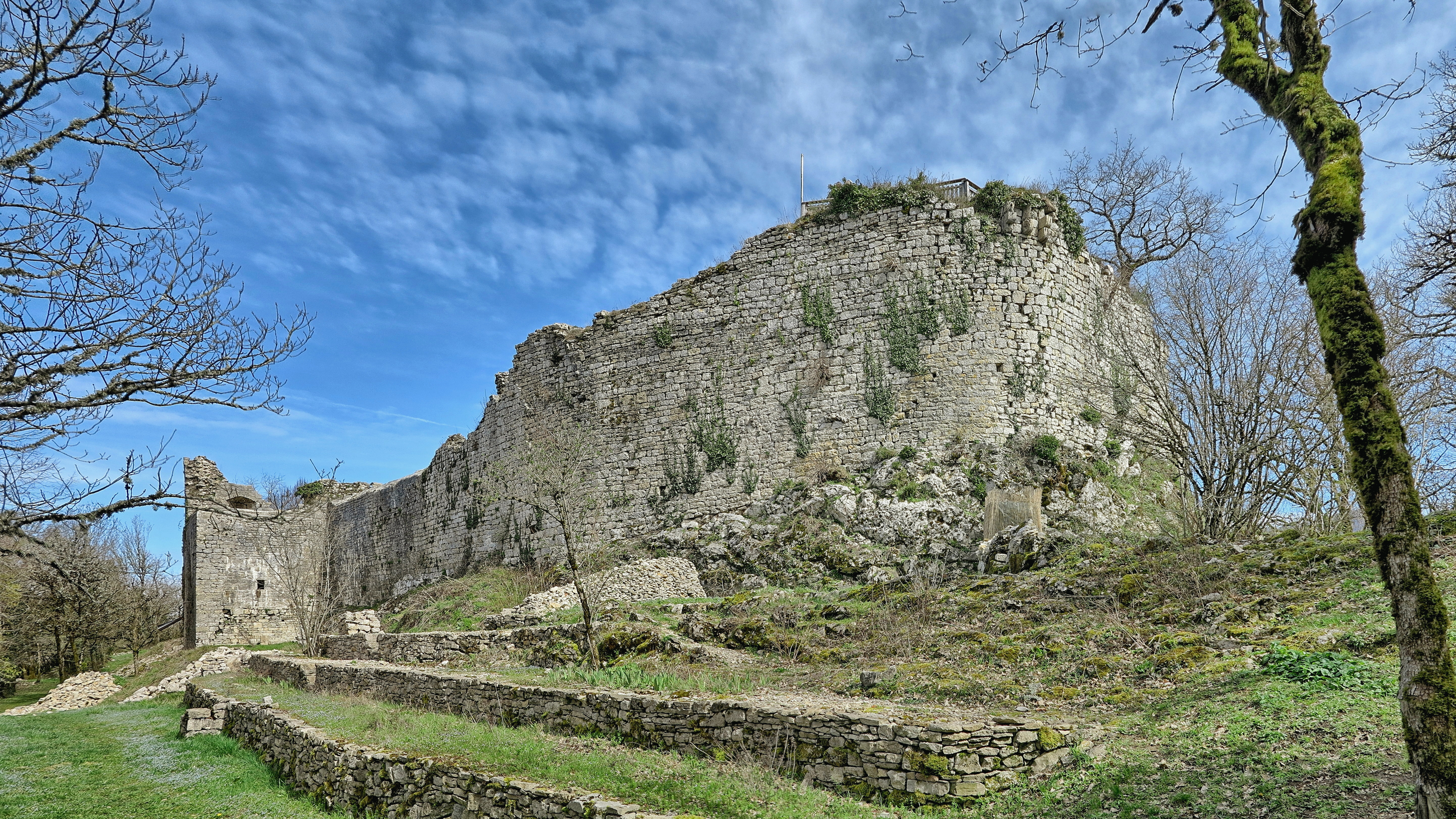
La muraille ouest et la grosse tour.